# کلیسای یغیشه مقدس (خوشکاشن)
کلیسای یغیشه مقدس (خوشکاشن) (ارمنی: Սուրբ Եղիշե եկեղեցի (Խոշկաշեն)؛ ) یک کلیسا متعلق به کلیسای حواری ارمنی واقع در شهر خوشکاشن، شهرستان اوغوز جمهوری آذربایجان می‌باشد.  این بنا به سبک معماری ارمنی طراحی شده است.